# Saint-Agnan, Saône-et-Loire
Saint-Agnan este o comună în departamentul Saône-et-Loire, Franța. În 2009 avea o populație de 712 de locuitori.

## Evoluția populației
| An        | 1975 | 1982 | 1990 | 1999 | 2006 | 2009 |
| --------- | ---- | ---- | ---- | ---- | ---- | ---- |
| Populație | 626  | 613  | 660  | 605  | 641  | 712  |